# トゲアシガニ
トゲアシガニ（Percnon planissimum（Herbst））は、イワガニ科のカニの1種。岩礁海岸に生息し、岩に張り付く姿勢できわめて素早く動き回る。

## 特徴
全体に扁平なカニ。背甲の長さは約40mm、幅は37mm程度。背甲の輪郭はほぼ丸く、前の部分では第1触角窩が深くくぼみ、背面側から第1触角が見て取れる。額は狭く、前に突き出し、先端は鋭く2つに割れ、また側面の中程から左右前方に鋭い棘が1対出る。第1触角窩と眼窩の間は幅広く、前に突き出して先端が3つの棘に分かれる。眼窩の後は大きく突き出した棘になり、その後方、背甲の側面にはそれに続いて3つの鋭い突起が並ぶ。背甲は短毛に覆われ、背面は赤褐色で、『出』の字のような緑青色の模様があり、背甲の前縁や歩脚の前面にある橙色の筋模様がよく目を引く。
鉗脚は左右同型、大きさも同じ。長節は細く、内側の縁に上下2列の小さな棘の列がある。腕節は短くて小さな棘が多い。前節は基部の上に小さな棘があるが全体には表面は滑らか。掌部は扁平で幅広くなっている。4対の歩脚の内、第2、第3脚はよく発達し、第1、第4脚はそれらよりやや小柄。どの足も長節の前縁には7-8個の鋭い棘が並び、後側の縁には揃った毛の列がある。
雌雄とも腹部は5節のみ。

## 分布
日本では房総半島から琉球列島、小笠原諸島にまで見られる。国外ではインド洋、太平洋に広く分布する。

## 生態など
外洋性の岩礁海岸に生息する。潮間帯下部におり、ほとんど常に水面下におり、岩面に張り付くようにしている。行動はきわめて素早く、岩から岩へと敏速に移動するのがよく見られる。岩の隙間にいることもよくある。
メガロパは甲長5mmほど、淡黄色に生態と同じような鮮やかな緑の斑紋がある。額棘ははっきり突き出して先端はかすかに2つに割れる。眼窩外歯、つまり眼窩の前にある棘は3角に突き出す。背甲の後端は第4歩脚の基部には届かない。幼蟹は甲長5.5mm、成体と形態的には変わらない。この段階では雌雄の形態差、つまり性的2形はまだ見られず、また腹部は6節に区別される。

## 近似種
本種はこの属では日本で唯一のものである。やや似たものにショウジンガニがあり、共にショウジンガニ亜科に属している。ただし背甲はより角張っており、全体にそこまで扁平でないなど、一見して区別は容易である。